# Teer pomponwier
Teer pomponwier (Radicilingua mediterranea) is een roodwier uit de klasse Florideophyceae. De wetenschappelijke naam van de soort werd in 2021 gepubliceerd door M.A. Wolf, K. Sciuto & A. Sfriso.

## Kenmerken
Teer pomponwier is een roodwier dat bolvormige struikjes tot een diameter van ongeveer 10 tot 15 centimeter vormt. Deze bollen, die boven water water hun bolvormige structuur behouden, zijn rozerood, helderrood of bruinrood en hebben een zachte textuur. Met kleine hechtschijfjes kunnen kleinere exemplaren van het wier zich vasthechten aan grotere bruinwieren en roodwieren als Japans bessenwier en Iers mos. De hechting is echter zwak; al bij een geringe waterbeweging kunnen grotere exemplaren losraken en over de bodem gaan rollen.

## Verspreiding en leefgebied
Wereldwijd is teer pomponwier tot nog toe alleen bekend uit het Middellandse Zeegebied. Een mogelijke verklaring voor dit kleine, nu bekende verspreidingsgebied is dat de soort pas recent, in 2021, beschreven is uit de Lagune van Venetië. In de zomer van 2022 werd deze wiersoort massaal waargenomen in het Grevelingenmeer. Vermoedelijk is deze nieuwe wiersoort meegekomen met materiaal dat geïmporteerd wordt voor de schelpdierenkweek.